# سلسله داوود

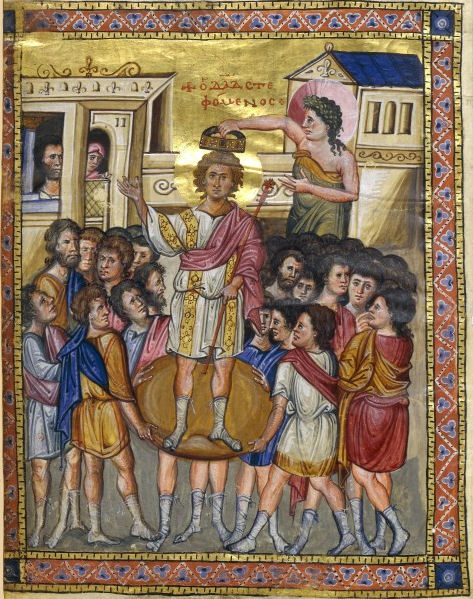
تاج گذاری داوود، همانطور که در مزمور پاریس نشان داده شده است.

سلسله داوود یا بیت داوود به نسل داوود در تنخ و عهد جدید اشاره می‌کند. واژه «بیت داوود» در بسیاری قسمت‌های کتاب مقدس به کار رفته‌است.

## تاریخچه
بعد از اینکه داوود به عنوان پادشاه اسرائیل انتخاب شد بر اساس سنت اسرائیلی توسط روغن مقدس مسح شد. اینکار در مورد داوود توسط سموئیل نبی انجام شد:
در عبری این مراسم مسح شدن نام دارد که برای مسیحا به کار می‌رود. این کار سمبل ریخته شدن قداست خداوند بر روی او (کدوشا) و پیمانی است که هیچ گاه از بین نمی‌رود. در ابتدا داوود تنها به قبیله یهودا حکومت می‌کرد ولیکن بعد از هفت سال تمامی اسرائیل او را به عنوان پادشاه قبول کردند. تمامی پادشاهان بعدی پادشاهی اسرائیل (پادشاهی متحد) و بعداً پادشاهی یهودا از نسل داوود بوده و دلیل مقبول بودن آن‌ها به عنوان شاه همین نسل پادشاهی بود. بعد از مرگ سلیمان ده قبیله پادشاهی شمالی اسرائیل نسل داوود را رد کرده و یربعام را که نسل داوود را نداشت به عنوان شاه خود انتخاب کردند.

## نفرین ارمیا به نسل سلیمان
به دلیل کارهای کفرآمیز یهویاشین در حدود سال ۵۰۰ قبل از میلاد، ارمیای نبی نسل سلیمان را نفرین کرد و وعده داد که از آنان هیچ پادشاهی به اسرائیل حکومت نخواهد کرد. بعضی تصور می‌کنند به دلیل این نفرین است که زروبابل که از نسل سلیمان بود در زمان نحمیا و پادشاهی پارسیان به عنوان استاندار یهودا انتخاب نشد. بعضی مسیحیان تصور می‌کنند که به دلیل این نفرین است که نسل سلیمان در انجیل متی ۱ مربوط به نسل پدرخوانده عیسی، یوسف است. تبار مریم مادر عیسی که در انجیل لوقا ۳ ذکر شده‌است به ناتان برادر سلیمان میرسد.

## راس جالوت
بعد از حمله بابلیان به پادشاهی یهودا و اسارت یهودیان در بابل راس جالوت در بابل ایجاد شد. تمامی راس جالوتها قادر بودند که تبار خود را تا داوود دنبال کنند. این راس جالوت‌ها به صورت سنتی به عنوان پادشاهانی بودند که در انتظار بودند.

## در فرجام‌شناسی یهودی
در فرجام‌شناسی یهودی مسیحای یهودی باید از نسل داوود ("درخت زندگی") باشد. بسیاری دعاهای یهودی نظیر سیدور در مورد بازگشت پادشاهی داوود و ظهور مسیح بن داوود صحبت میکند. به دلیل مشکل بودن شناخت مسیحا، یهودیان برای ظهور مجدد الیاس نبی دعا می‌کنند که آن‌ها را در شناخت مسیحا یاری دهد.